# Marimba

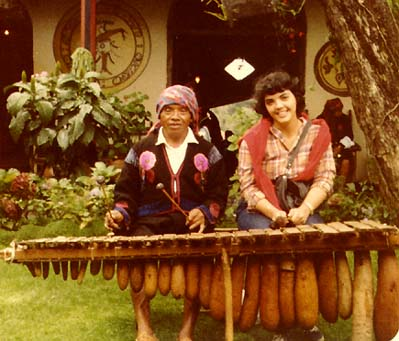
La marimba in origine

La marimba è uno strumento musicale a percussione di tipo idiofono che ha origini africane, ma è diffuso anche in paesi come Guatemala, Nicaragua, Colombia, Costa Rica e negli stati messicani di Chiapas, Oaxaca e Tabasco.

## Lo strumento
La marimba è uno strumento che emette il suono con il suo stesso materiale con cui è costruito (idiofono, come ad esempio campane, gong, triangolo, xilofono). È di origine africana, presente nella zona subsahariana e nell’Africa Centrale; si è diffuso in America Centrale, dal Messico al Guatemala al Nicaragua e al Costa Rica, e nell'America Meridionale, in particolare in Colombia. È stato introdotto in Europa a partire dal XVI secolo. 
Il suono della marimba viene provocato dalla percussione mediante bacchette, di feltro o di gomma, su tavolette di legno duro intonate. Il legno più prezioso è il palissandro, di diverse misure secondo la scala cromatica. Per amplificare il suono vengono poste perpendicolarmente sotto alle tavolette delle zucche vuote o canne di bambù, con funzione di risonatori. Nello strumento moderno perfezionato, chiamato anche xilomarimba, vengono usati tubi sonori di metallo. L’estensione varia a seconda dello strumento e può arrivare alle cinque ottave. Le tavolette sono disposte come i tasti di un pianoforte, con i gruppi di due e tre alterazioni (i tasti neri) disposti orizzontalmente sopra alle tavolette dal suono naturale. È ora uno strumento utilizzato soprattutto nella musica moderna colta  nel jazz e si suona nelle orchestre musicali. 

## La marimba moderna

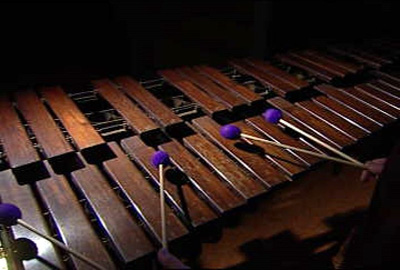
Marimba moderna

Il moderno repertorio per marimba include brani solistici, ensembles di percussioni, concerti per marimba e orchestra, jazz ensembles, marching band wind ensemble o composizioni per orchestra. 
I compositori contemporanei hanno utilizzato sempre più spesso il suono unico della marimba, ed è ormai comune trovarla nella nuova musica per wind ensemble anche se un po' meno per orchestra.
Modelli di marimba vengono prodotti dalla Adams, dalla Concorde, dalla Malletech, dalla Yamaha, dalla Lennback Music Instruments. I modelli migliori, per i concerti, possiedono tasti costruiti con il palissandro dell'Honduras, chiamato anche "legno di rosa". In modelli di minore qualità i tasti vengono costruiti in padouk e in vari materiali sintetici.

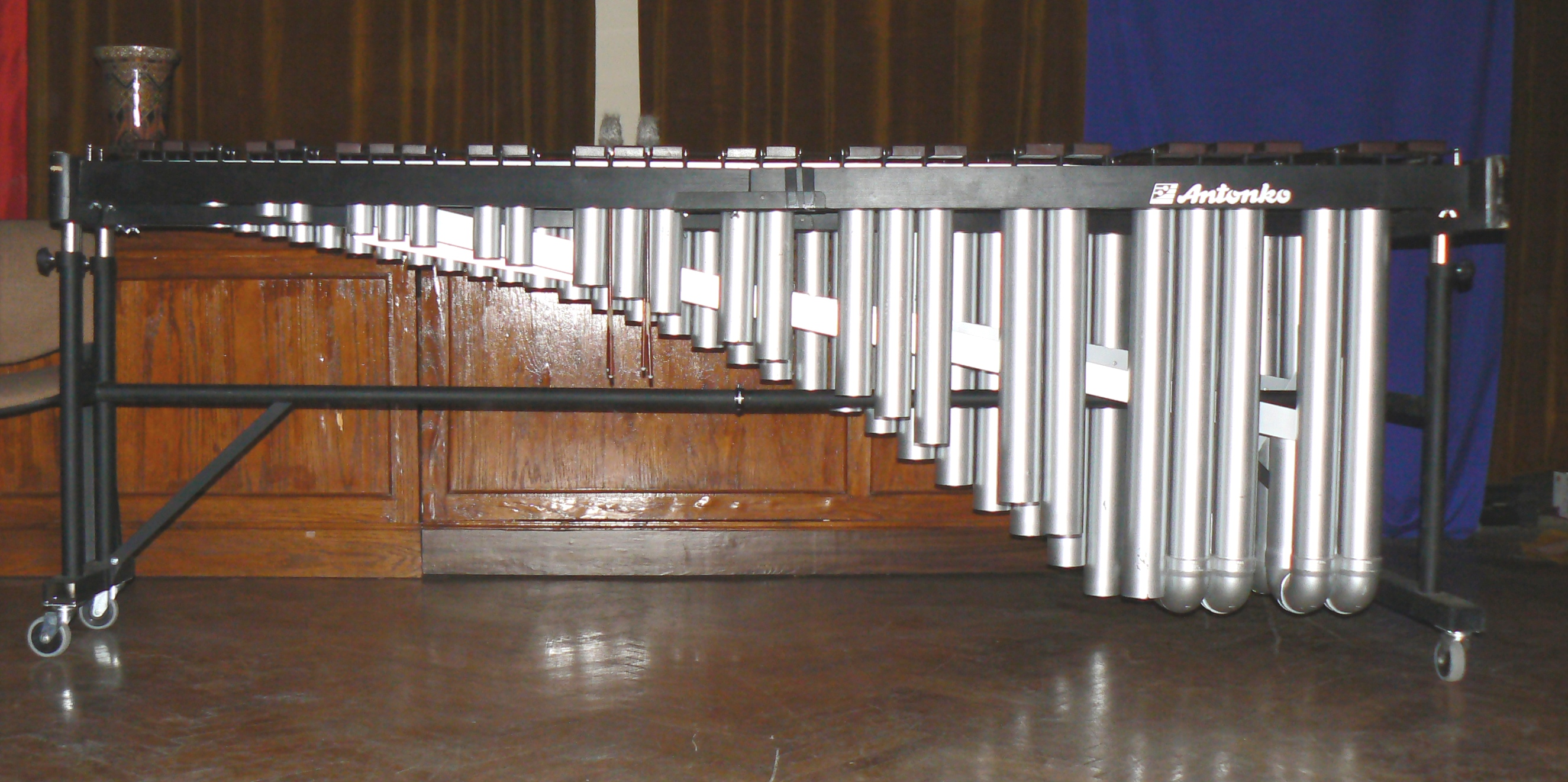

## Principali compositori
Il compositore Harry Partch scrisse numerose opere per marimba e modificò lo strumento per adeguarlo alle sue necessità espressive. Anche Steve Reich si è distinto per le sue composizioni per marimba, tra cui spiccano Nagoya Marimbas, Six Marimbas e Music for Mallet Instruments, Voices, and Organ (il cui organico prevede 4 marimbe oltre che il vibrafono, 2 voci femminili (soprano e contralto). 
Importanti concerti sono stati composti da Paul Creston (Concertino), Darius Milhaud, con il Concerto per marimba, vibrafono e orchestra e Ney Rosauro con i due concerti per marimba e orchestra d'archi.
In Italia, nel 1992 Franco Donatoni ha scritto MARI per marimba sola e MARI I per quattro marimbe. Nel 1993, il percussionista e compositore Luigi Morleo ha scritto il primo "Concerto", italiano, per marimba e archi.
Frank Zappa fece largo uso della marimba per alcuni suoi pezzi, come per esempio "St. Alfonzo's Pancake Breakfast". Il Concerto n. 3 (1991) di Ennio Morricone è per chitarra, marimba e orchestra d'archi.
Relativamente al repertorio solistico, oltre al già citato Ney Rosauro, alcuni tra i più rilevanti compositori sono N.J. Zivkovic, Emmanuel Sejournee, Eric Sammut, Paul Smadbeck, Claudio Santangelo ed altri.

## Impugnatura delle bacchette
La moderna musica per marimba prevede l'utilizzo di quattro battenti simultaneamente (raramente fino a sei). Ciò permette di eseguire accordi e di suonare i salti più agevolmente. Diversi sono i metodi di impugnatura delle bacchette. Tra i più comuni: la tecnica Burton (Burton grip), ideata dal popolare vibrafonista Gary Burton; l'impugnatura tradizionale (o "traditional grip"); il metodo Stevens (Stevens grip), ideato da Leigh Howard Stevens. Ognuna di esse ha i suoi vantaggi e i suoi svantaggi. Per esempio, la Stevens grip è più comoda per i cambi di intervallo, mentre la Burton grip è migliore per una maggiore potenza. La scelta dell'impugnatura può variare, in linea generica, a seconda delle regioni (l'impugnatura Stevens e la Burton sono infatti generalmente più popolari negli Stati Uniti d'America ed in Europa mentre la presa tradizionale è più comune in Giappone); varia inoltre a seconda degli strumenti, (la tecnica Burton è meno usata sulla marimba e molto più utilizzata sul vibrafono); la scelta dell'impugnatura dipende comunque dal singolo esecutore che, dopo averle analizzate singolarmente, sceglierà quale meglio si sposa con il suo stile. Come già accennato, esistono anche impugnature per sei battenti (tre per mano). Kai Stensgaard, marimbista e didatta danese, ha scritto vari brani per questa impugnatura e sta rendendo sempre più popolare suonare con sei bacchette.

## Composizioni classiche per marimba
- Olivier Messiaen: La Transfiguration de Notre Seigneur Jésus-Christ ("La Trasfigurazione di Nostro Signore Gesù Cristo"), grande coro a 10-parti, piano solo, violoncello solo, flauto solo, clarinetto solo, xilomarimba solo, vibrafono solo, grande orchestra (1965-69)
- Olivier Messiaen:insegnante di xilofoni a wittinberg
- Gordon Stout: Two Mexican Dances (1977)
- Hans Werner Henze: Five Scenes from the Snow Country for Marimba solo (1978)
- Paul Smadbeck: Rhythm Song (1984)
- John Harbison: Concerto for Bass Viol (2005)
- Paul Creston: Concertino for Marimba (1940)
- Darius Milhaud: Concerto for Marimba, Vibraphone and Orchestre (1947)
- Bruno Mantovani: Moi, jeu... (1999)
- Noah D. Taylor: Concerto No. 1, for Marimba and Orchestra (2003)
- Carlos Rafael Rivera: Popol-Vuh (Four Mayan Scenes for Orchestra), Small Orchestra (2005)
- Emmanuel Séjourné: Concerto for Marimba & Strings (2005)
- Aisha Duo: Quiet Songs (2005)
- Philip Glass: Opening, Shilohette's
- Safri Duo: Baya Baya
- Steve Reich: Six Marimbas (1986), Nagoya Marimbas (per due marimbe)(1994)
- Ney Rosauro: Concerto For Marimba and Orchestra No.1(1986)
- Thea Musgrave: Journey through a Japanese Landscape (1994)
- Andrea Poggiali: Volution (2008)
- Luigi Morleo: Concerto per Marimba e Archi (1993)
- Antonio Eros Negri: Ragtime per Marimba e Archi (Preludio Music, 2007)
- Antonio Cocomazzi: Sonata per marimba, percussioni e pianoforte
- Antonio Cocomazzi: Ebbrezza sonora - 9 composizioni per marimba e percussioni in Duo, Trio, Quartetto con pianoforte
- Francesco Pinetti: Impatience (2011) for Marimba and Piano (Ed. Sonitus)
- Francesco Pinetti: Gusone (2018) for Marimba and Percussion Orchestra (Ed. Amazon)